# Latikbergs kyrka
Latikbergs kyrka är en kyrkobyggnad i byn Latikberg. Den tillhör Vilhelmina församling i Luleå stift.

## Kyrkobyggnaden
Redan på 1830-talet framfördes önskemål om en kyrka i Latikberg. Flera platser var på förslag, men när en tomt donerats i Latikberg, upptogs en rikskollekt och kyrkan kunde invigas 1934. Kostnaden blev 28 478 kr. Kyrkan är byggd i trä efter ritningar av Martin Westerberg. Dess långhus är enskeppigt och rektangulärt. Vid östra sidan finns ett korparti med samma höjd och bredd som övriga långhuset. Intill korets norra vägg finns en vidbyggd sakristia. Sedan 1994 fungerar sakristian som samlingssal. Vid västra sidan finns kyrktornet vars bottenplan numera fungerar som sakristia.

## Inventarier
- Dopfunten är formgiven av Dan Dahlgren, dåvarande komminister i Saxnäs.

### Orgel
- Orgeln är byggd 1960 byggd av Åkerman & Lunds Nya Orgelfabriks AB, Knivsta och är en mekanisk orgel. .

| Manual               | Pedal      | Koppel   |  |
| Rörflöjt 8’ B/D      | Subbas 16’ | Man/Ped. |  |
| Principal 4' B/D     |            |          |  |
| Gedacktpommer 4’ B/D |            |          |  |
| Waldflöjt 2' B/D     |            |          |  |
| Sifflöjt 1 1/3' D    |            |          |  |
| Sifflöjt 1' B        |            |          |  |